# Золочівська міська територіальна громада
Золочівська міська громада — територіальна громада в Україні, в Золочівському районі Львівської області. Адміністративний центр — місто Золочів.
Площа громади — 634,8 км², населення — 49 666 мешканців (2020).

## Населені пункти
У складі громади 1 місто (Золочів) і 66 сіл:
- Білий Камінь
- Бір
- Бонишин
- Бужок
- Велика Вільшаниця
- Верхобуж
- Вороняки
- Гавареччина
- Галицьке
- Гологірки
- Гологори
- Гончарівка
- Городилів
- Грабово
- Гутище
- Дерев'янки
- Єлиховичі
- Жуличі
- Залісся
- Зарваниця
- Зашків
- Зозулі
- Золочівка
- Кам'янисте
- Кийків
- Княже
- Кобилеччина
- Козаки
- Колтів
- Копані
- Кругів
- Лісові
- Луг
- Лука
- Майдан-Гологірський
- Митулин
- Монастирок
- Новоселище
- Новосілки
- Обертасів
- Опаки
- Осовиця
- Папірня
- Підгороднє
- Підлипці
- Підлисся
- Пісок
- Плугів
- Побіч
- Почапи
- Розваж
- Руда
- Руда-Колтівська
- Сасів
- Скварява
- Стадня
- Стінка
- Струтин
- Тростянець
- Трудовач
- Ушня
- Хильчиці
- Хмелева
- Хомець
- Черемошня
- Ясенівці